# Góra Janowskiego
Góra Janowskiego nebo Góra Zamkowa je nejvyšší vrchol Wyżyny Krakowsko-Częstochowske (Krakovsko-čenstochowské jury) a krajinného parku Park Krajobrazowy Orlich Gniazd. Nachází se nad vesnicí Podzamcze ve gmině Ogrodzieniec v okrese Zawiercie ve Slezském vojvodství. Dosahuje nadmořské výšky 516 m. Nachází se v jižní části Wyżiny Częstochowské (Čenstochovská jura).

## Další informace
Je snadno dostupná a je z ní výhled na nedaleký hrad Ogrodzieniec. Hora je pojmenovaná po Aleksandrovi Janowském, jednom ze zakladatelů polské turistické organizace PTK. Nachází se na populární turistické trase Szlak Orlich Gniazd.

## Galerie

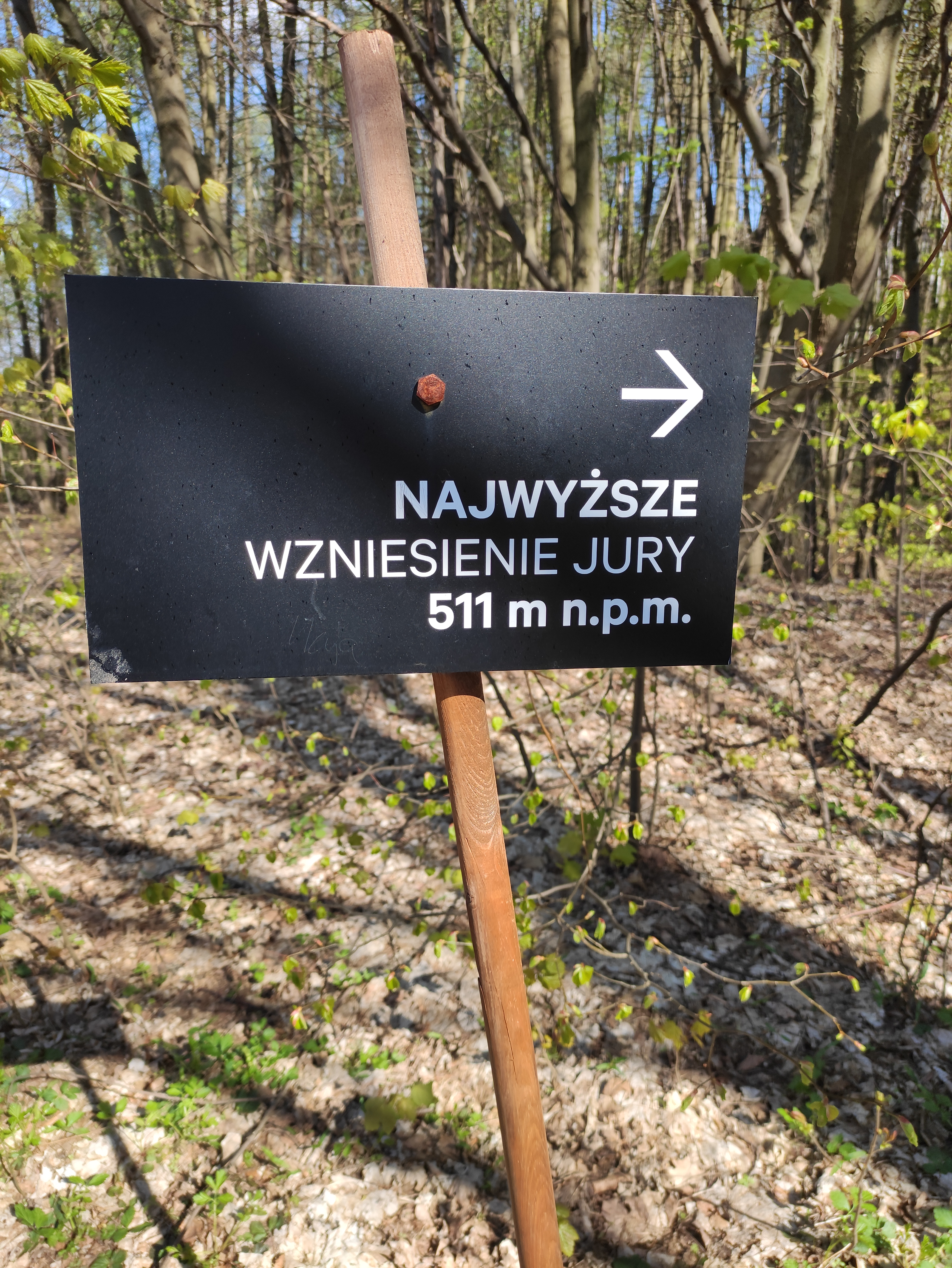
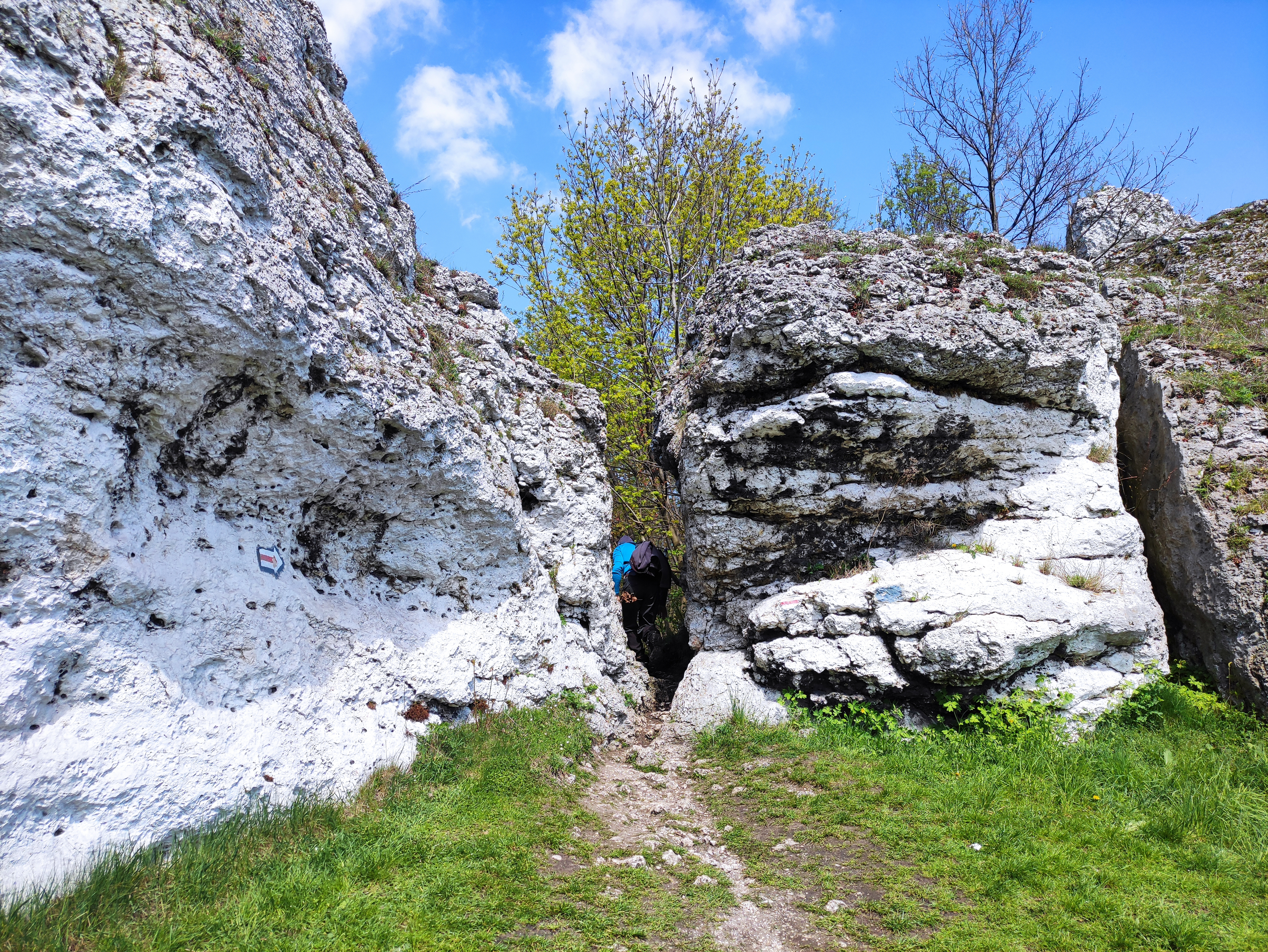
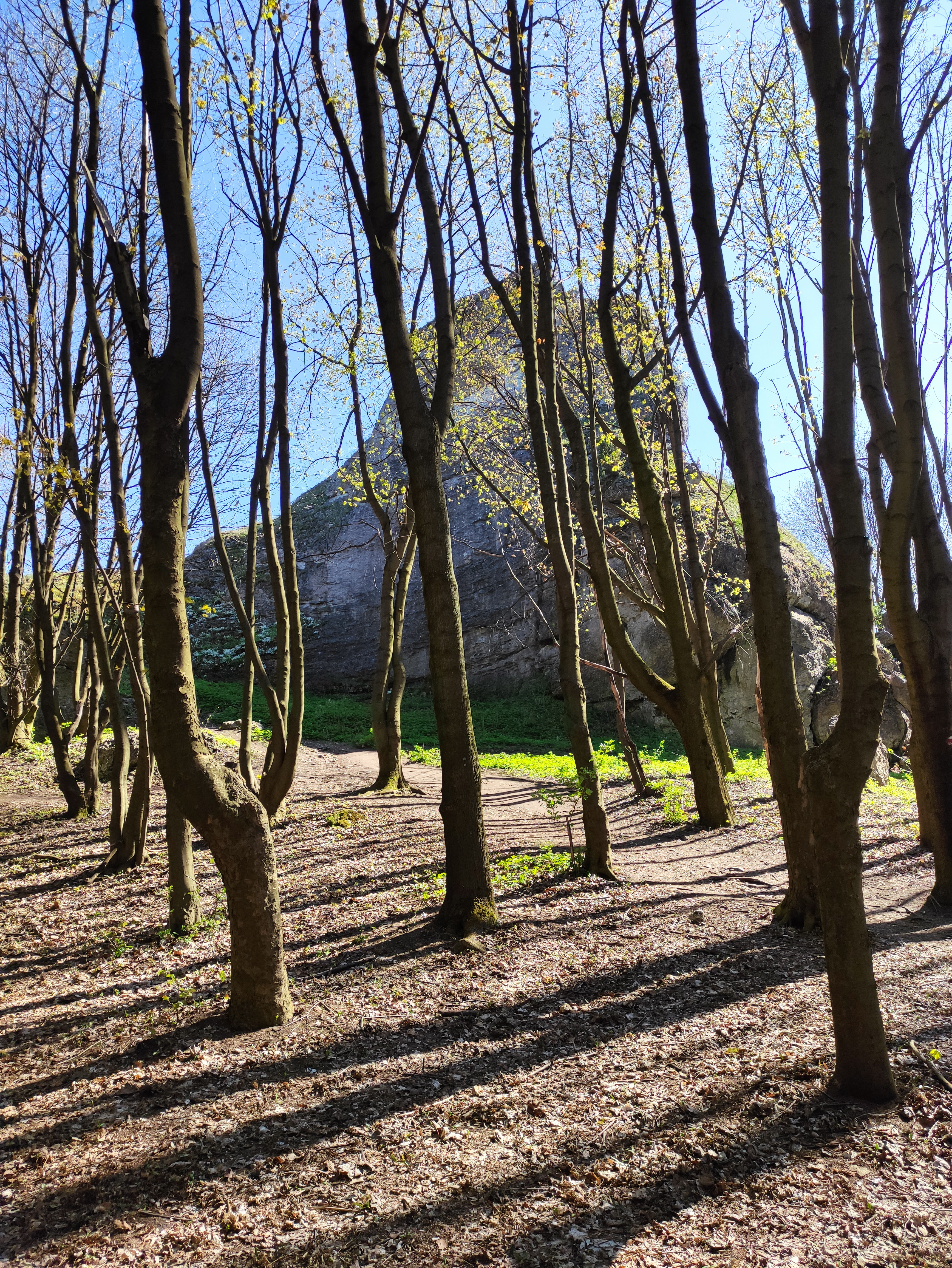